# Josip Vrlić

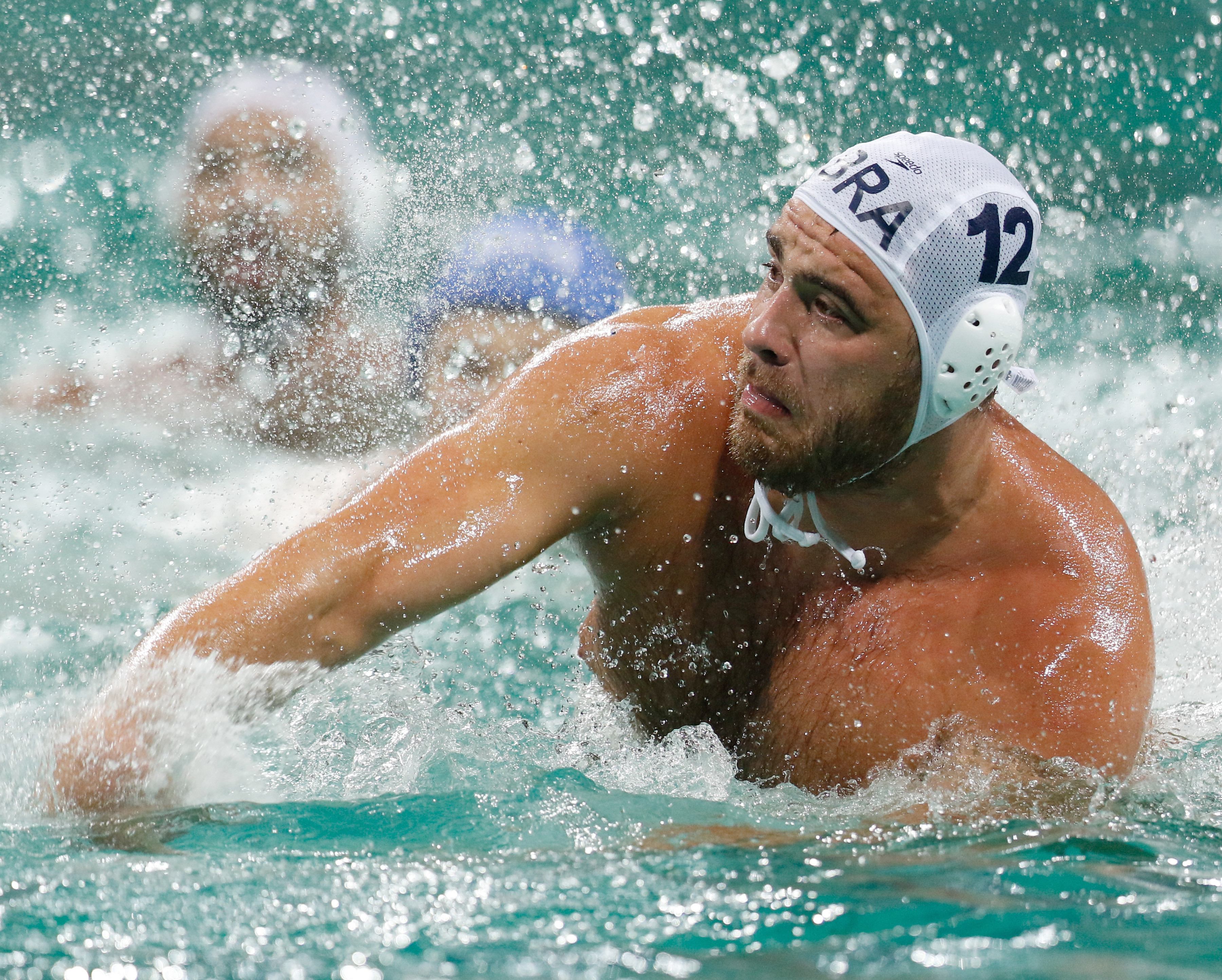
Josip Vrlić als Brasilianer bei den Olympischen Spielen 2016 in Rio de Janeiro

Josip Vrlić (* 25. April 1986 in Rijeka) ist ein kroatischer Wasserballspieler. Er gewann mit der kroatischen Nationalmannschaft einmal Silber bei Olympischen Spielen sowie einmal Gold und einmal Bronze bei Weltmeisterschaften. Hinzu kamen je eine Gold-, Silber- und Bronzemedaille bei Europameisterschaften. In den Jahren 2015 und 2016 spielte er in der brasilianischen Nationalmannschaft und gewann einmal Silber bei Panamerikanischen Spielen.

## Sportliche Karriere
Auf Vereinsebene war Josip Vrlić zunächst bei VK Primorje Rijeka aktiv. Er spielte danach bei Atlètic Barceloneta, Fluminense, VK Radnički Kragujevac, VK Jug Dubrovnik und Mladost Zagreb. 2023 wechselte er zu VK Jadran Split. Mit Barceloneta war er spanischer Meister, mit Fluminense brasilianischer Meister und mit Dubrovnik, Zagreb und Split kroatischer Meister.
Der 1,98 Meter große Center erreichte mit der brasilianischen Mannschaft das Finale bei den Panamerikanischen Spielen 2015 in Toronto durch ein 15:9 gegen Argentinien, in diesem Halbfinale warf Vrlić drei Tore. Bei der Finalniederlage gegen die Mannschaft aus den Vereinigten Staaten mit 9:11 traf Vrlić nicht. Im Jahr darauf bei den Olympischen Spielen in Rio de Janeiro erreichten die Brasilianer den achten Platz unter zwölf Mannschaften. Josip Vrlić warf insgesamt acht Tore, davon zwei beim Vorrundensieg über die späteren Olympiasieger aus Serbien.
Ab 2018 spielte Vrlić dann in der kroatischen Nationalmannschaft. Im Juli fand die Europameisterschaft in Barcelona statt, der Stadt in der Vrlić zu dieser Zeit bei Barceloneta aktiv war. Nach einer Halbfinalniederlage gegen die Serben gewannen die Kroaten das Spiel um den dritten Platz gegen Italien mit 10:8. Josip Vrlić warf insgesamt fünf Turniertore. Bei der Weltmeisterschaft 2019 in Gwangju besiegten die Kroaten im Viertelfinale die deutsche Mannschaft und unterlagen im Halbfinale den Spaniern. Im Spiel um den dritten Platz schlugen sie die Ungarn mit 10:7. Bei den 2021 ausgetragenen Olympischen Spielen in Tokio erreichten die Kroaten nach einer Viertelfinalniederlage gegen die Ungarn den fünften Platz. Luka Lončar und Josip Vrlić wechselten sich auf der Center-Position ab. Vrlić erzielte fünf Treffer im Lauf des Turniers.
Ein Jahr später gewannen die Kroaten im Viertelfinale der Weltmeisterschaft 2022 in Budapest im Viertelfinale mit 14:12 gegen Serbien. Nach einer 5:10-Niederlage gegen die Spanier im Halbfinale verloren die Kroaten im Spiel um den dritten Platz gegen die Griechen. Zwei Monate später bei der Europameisterschaft in Split gewannen die Kroaten im Halbfinale mit 11:10 gegen die Italiener und im Finale mit 10:9 gegen die Ungarn. Bei der Weltmeisterschaft 2023 in Fukuoka verloren die Kroaten in den Play-offs gegen Montenegro und belegten am Ende den neunten Rang. Im Januar 2024 bei der in Zagreb und Dubrovnik ausgetragenen Europameisterschaft bezwangen die Kroaten im Halbfinale die Ungarn. Im Finale unterlagen sie den Spaniern mit 10:11. Einen Monat später bei der Weltmeisterschaft in Doha siegten die Kroaten im Viertelfinale mit 15:13 gegen die Serben. Sowohl das Halbfinale gegen Frankreich als auch das Finale gegen die Italiener gewannen die Kroaten erst im Penaltyschießen. Die kroatischen Center Luka Lončar und Josip Vrlić waren im Finale die beiden ältesten Spieler. Bei den Olympischen Spielen 2024 in Paris belegten die Kroaten in der Vorrunde den vierten Platz. Im Viertelfinale besiegten sie die Spanier und im Halbfinale die Ungarn. Im Finale trafen sie auf Serbien, den Vierten der anderen Vorrundengruppe, und unterlagen 11:13. Josip Vrlić erzielte im Finale ein Tor.